# Humberto Teixeira
Humberto Cavalcanti Teixeira (Iguatu, 5 de janeiro de 1915 — Rio de Janeiro, 3 de outubro de 1979) foi um advogado, deputado federal e compositor brasileiro.
É nacionalmente conhecido como parceiro de Luiz Gonzaga, o Rei do Baião. Um grande sucesso da dupla é a composição Asa Branca, lançada em 1947.
Foi advogado, político, instrumentista, poeta, compositor, fundador e Presidente da Academia Brasileira de Música Popular.
Durante a década de 1950 foi casado com Margarida Teixeira (a atriz "Margot Bittencourt" que dentre outros trabalhos apareceu no filme O Comprador de Fazendas), que depois se separaria dele para se casar com Luís Jatobá. Da união nasceu a futura atriz Denise Dumont, mãe de seus dois netos, um deles com o ator Cláudio Marzo e outra com o roteirista e diretor inglês Matthew Chapman. Em 2009, Denise Dumont produziu o documentário sobre a vida do pai, O homem que engarrafava nuvens.

## Biografia
Era filho de João Euclides Teixeira e Lucíola Cavalcante Teixeira. Desde cedo apresentava aptidões para a música; aos seis anos, aprendeu a tocar musette versão francesa da gaita de foles. Aprendeu também flauta e bandolim. O seu tio Lafaiete Teixeira, foi o responsável pelos seus primeiros ensinamentos musicais, era maestro e tocava vários instrumentos.
Aos 13 anos, depois de ter editado sua composição Miss Hermengarda, tocava flauta na orquestra que musicava os filmes mudos no Cine Majestic de Fortaleza. Aos 15 anos radicou-se no Rio de Janeiro onde, aos 18 anos, em 1934, foi premiado com Meu Pecadinho pela revista O Malho num concurso de música carnavalesca.
Em 1943, formou-se em Ciências Jurídicas e Sociais pela Faculdade Nacional de Direito da Universidade Federal do Rio de Janeiro (UFRJ). Nesta época já tinha composto sambas, marchas, xotes, sambas-canções e toadas e tentava lançar o ritmo nordestino "balance" ou "balanceio" tocado pelo parceiro Lauro Maia(com quem compôs "Deus me perdoe" e "Vamos balancear"). Em 1944, tinha gravado a primeira música, em parceria com Lírio Panicalli, o samba apoteótico Sinfonia do Café, cantado por Deo.
Seu encontro com Luiz Gonzaga se deu em agosto de 1945. Em conversa animada surgiu a intenção de valorizar o ritmo nordestino, que já vinha sido introduzido no ambiente cultural carioca com o balancê. Assim, xote e principalmente o baião tinham prioridades. Surgiu o primeiro sucesso da dupla, denominado No Meu Pé de Serra. Em 1947, a dupla comporia o maior sucesso, "Asa Branca". A dupla tornou o Baião um sucesso nacional e internacional, bastante executado até meados da década de 1950.
Após o término da parceria com Luís Gonzaga, Humberto compôs Kalu, para a cantora Dalva de Oliveira e Adeus, Maria Fulô, com Sivuca, para Carmélia Alves.
No ano de 1954, Humberto Teixeira candidata-se a deputado federal, passando dois meses fazendo campanha no sertão cearense, ao lado de Luís Gonzaga. Estiveram em Iguatu para dar uma força ao candidato a prefeito, Dr. Meton Vieira, a quem presentearam com uma música para a campanha.
Humberto Teixeira elegeu-se deputado com cerca de 12 mil votos. Teve destaque na Câmara Federal, quando do seu empenho na defesa dos direitos autorais. Conseguiu aprovar a Lei Humberto Teixeira' que permitia maior divulgação da música brasileira no exterior, através de caravanas musicais financiadas pelo Governo Federal. Humberto Teixeira levou para o exterior Valdir Azevedo, Francisco Carlos, Dalton Vogeler, Leonel do Trombone, o guitarrista Poly, a cantora Marta Kelly, o acordeonista Orlando Silveira, o Conjunto Radamés Gnatalli, o maestro Quincas e seus Copacabanas, Vilma Valéria, Carmélia Alves, Jimmy Lester, Léo Peracchi, Sivuca e muitos outros.
As canções de Humberto Teixeira foram interpretadas principalmente por Luís Gonzaga, mas outros cantores de expressão nacional também tiveram este privilégio; foram eles: Dalva de Oliveira, Carmélia Alves, Geraldo Vandré, Gilberto Gil, Fagner, Caetano Veloso, Gal Costa, Elba Ramalho, etc.
Eleito por três anos consecutivos o melhor compositor do Brasil, de Humberto Teixeira se disse: O Doutor do Baião, quebrando rotinas e cânones, imprimiu novos rumos à seresta nacional. Com o baião, fincou-se um novo marco na evolução da música popular brasileira.
Representou o Brasil na Noruega, França e Itália, como delegado especial junto ao XVIII Congresso Internacional de Autores e Compositores.
Humberto Teixeira morreu aos 64 anos, no dia 3 de outubro de 1979, de enfarte de miocárdio, em São Conrado, no Rio de Janeiro.

## Homenagens e distinções
Em sua homenagem e reconhecimento, foi batizada com seu nome a Rodovia CE-060 (que liga Iguatu a Fortaleza), a Agência do Banco do Nordeste de Iguatu, o Centro Cultural Iguatuense, em Dezembro de 2009 foi inaugurada a Escola de Música Popular Humberto Teixeira, no ano de 2015 foi inaugurado o Campus Multinstitucional Humberto Teixeira, no mesmo ano aconteceram os festejos comemorativos ao Centenário de Humberto Teixeira em todo o Estado do Ceará, o compositor recebeu em memoriam a Ordem de Mérito Cultural concedida pelo Governo Federal, em Iguatu o compositor foi homenageado com a medalha Adahil Barreto e uma vasta programação cultural durante a semana do município no mês de janeiro e durante os festejos juninos, a TV Assembleia do Ceará produziu o documentário "Humberto Teixeira, Vida e Música" e a Rede Globo Nordeste realizou uma edição do programa "São João do Nordeste" em sua homenagem no ano de seu centenário, foi lançado o livro "Humberto Teixeira - 100 anos" do escritor Marcelo Leal.

## Filme
Em 2008 foi lançado o documentário O homem que engarrafava nuvens, dirigido pelo cineasta Lírio Ferreira e produzido por Denise Dumont, filha de Humberto. O filme estreou no Brasil na edição daquele ano do Festival Internacional de Cinema do Rio de Janeiro.